# Thomas R. Insel
Thomas Roland Insel, né le 19 octobre 1951 à Dayton en Ohio, est un neuroscientifique et un psychiatre américain. Il dirige le National Institute of Mental Health (NIMH) de 2002 à 2015. Avant d'occuper ce poste, il était fondateur et directeur du Center for Behavioral Neuroscience de l'université Emory à Atlanta en Géorgie, aux États-Unis,. En neurosciences, il a surtout fait des recherches sur l'ocytocine et la vasopressine, deux hormones peptidiques qui régulent les comportements sociaux dits complexes, tels les soins parentaux et l'attachement,,. Il s'est aussi fait remarquer pour ses critiques sur le DSM-5

## Publications
- (en) T. R. Insel (dir.), New Findings in Obsessive-Compulsive Disorder, American Psychiatric Press, Inc., 1984
- (en) J. Zohar (dir.), S. Rasmussen (dir.) et T. R. Insel (dir.), The Psychobiology of Obsessive-Compulsive Disorder, Springer-Verlag, 1991
- (en) C. A. Pedersen (dir.), J. D. Caldwell (dir.), G. Jirikowski (dir.) et T. R. Insel (dir.), Oxytocin in Maternal, Sexual and Social Behaviors, New York Academy of Sciences Press, 1992
- (en) M. M. Numan et T. R. Insel, The Neurobiology of Maternal Behavior, Springer Verlag, 2011

## Distinctions
- Doctorat honoris causa de l'université de Bâle en 2018[8]